# Karl-Heinz Lehmann
Karl-Heinz Lehmann (2 de enero de 1957) es un deportista de la RDA que compitió en judo.
Participó en los Juegos Olímpicos de Moscú 1980, obteniendo una medalla de bronce en la categoría de –71 kg. Ganó una medalla en el Campeonato Mundial de Judo de 1981, y cuatro medallas en el Campeonato Europeo de Judo entre los años 1980 y 1983.

## Palmarés internacional
| Juegos Olímpicos   | Juegos Olímpicos          | Juegos Olímpicos  | Juegos Olímpicos |
| Año                | Lugar                     | Medalla           | Categoría        |
| ------------------ | ------------------------- | ----------------- | ---------------- |
| 1980               | Moscú ( URSS)             | Medalla de bronce | –71 kg           |
| Campeonato Mundial |                           |                   |                  |
| Año                | Lugar                     | Medalla           | Categoría        |
| 1981               | Maastricht (Países Bajos) | Medalla de bronce | –71 kg           |
| Campeonato Europeo |                           |                   |                  |
| Año                | Lugar                     | Medalla           | Categoría        |
| 1980               | Viena (Austria)           | Medalla de bronce | –71 kg           |
| 1981               | Debrecen (Hungría)        | Medalla de oro    | –71 kg           |
| 1982               | Rostock (RDA)             | Medalla de plata  | –71 kg           |
| 1983               | París (Francia)           | Medalla de bronce | –71 kg           |